# Archibaldo Burns
Archibaldo Burns Lujan (Ciutat de Mèxic, 7 d'abril de 1914 - 24 de gener de 2011) va ser un escriptor i director de cinema mexicà. El seu nom original era Archibaldo Luján Zuloaga Moreno; el cognom assumit Burns provenia d'un avantpassat escocès.

## Carrera com a director de cinema
Va ser enviat a Europa als 12 anys, va estudiar a Anglaterra i després a França. Al seu retorn a Mèxic, va administrar els ranxos de cotó de la seva família a Torreón (Coahuila). Al mateix temps, es va interessar pel cinema. La seva primera col·laboració va ser amb Alejandro Galindo a Refugiados en Madrid (1938). També va treballar amb Chano Urueta a La noche de los mayas (1939).
El seu primer esforç en solitari com a director va ser el curtmetratge Perfecto luna (1959), basat en una història d'Elena Garro. Aquesta pel·lícula es va presentar al Festival de Canes, però va tenir la desgràcia de mostrar-se en una còpia defectuosa. Es va perdre en un incendi a l'antiga Cineteca Nacional de Ciutat de Mèxic.
Burns va debutar al llargmetratge amb Juego de mentiras (1967); més tard es va llançar comercialment sota el títol La venganza de la criada. Altres pel·lícules com Juan Pérez Jolote (1973), adaptada d'una novel·la de Ricardo Pozas, i el curtmetratge Un agujero en la niebla (1967) van guanyar premis en festivals internacionals de cinema. També va adaptar i dirigir Oficio de tinieblas (1979), basada en una novel·la de Rosario Castellanos.
Algunes de les seves pel·lícules van patir la censura dels censors, com El reventón (1975).

## Com a escriptor
Com a escriptor, Burns ha publicat novel·les (En presencia de nadie, 1964 i Botafumeiro, 1994) i narracions curtes (Los presentes, 1954 i El Cuerpo y el delito, 1966). Va ser estudiant de Seki Sano, el director japonès que va ensenyar a Mèxic durant molts anys. Com a director de teatre, va dirigir La paloma de Amuy de Jean Anouilh el 1953.

## Filmografia
- 1959: Perfecto luna
- 1967: Juego de mentiras
- 1967: Un agujero en la niebla
- 1977: Juan Pérez Jolote
- 1977: El reventón
- 1981: Oficio de tinieblas